# Johann Nepomuk Kloebinger
Johann Nepomuk Kloebinger (auch Klöbinger) (* vor 1830; † nach 1879) war ein deutscher Orgelbauer im 19. Jahrhundert mit Werkstattsitz in Mergentheim und später Edelfingen. Er arbeitete hauptsächlich für Dorfkirchen im nördlichen Baden.

## Leben
Die genauen Lebensdaten Kloebingers sind der Fachwelt bisher unbekannt. Er ist ab 1830 als Orgelbauer in Mergentheim nachweisbar. Am 12. Oktober 1840 wurde er im Zuge seiner Approbation als Orgelbaumeister von F. W. Schulz in Mannheim in „Mathematik, Aesthetik, Acustik, Mechanik (Orgelgehäuse, Bälge, Lade, Anhängewerk, Wellatur, Regierkammer, Registerzüge, Klaviatur, Pfeifenwerk, Klavierkopplung, Windkanäle, Pedalkoppel), Temperatur und Stimmung, Intonation und Charakter der Tonarten und Orgelspiel“ geprüft. Alle Fragen konnte er „deutlich und bestimmt“ beantworten, sodass ihm „das Prädikat als vorzüglich“ erteilt wurde. 
Ab 1841 ist er in Edelfingen ansässig und bis 1879 dort nachweisbar. Dort war er Lehrmeister Friedrich Albert Johann Baptists, welcher die dritte und letzte Generation der Orgelbauerfamilie Overmann darstellte.
Kloebinger wird von Bernd Sulzmann als spekulativer Kopf bezeichnet, da er seine Schleifladen mit Transmissionseinrichtungen und kippenden Ventilen versah.

## Werkliste (unvollständig)

### Neubauten
| Jahr | Ort                 | Gebäude                 | Bild | Manuale | Register | Bemerkungen                                                                                        |
| ---- | ------------------- | ----------------------- | ---- | ------- | -------- | -------------------------------------------------------------------------------------------------- |
| 1841 | Hoffenheim          |                         |      |         |          | projektierter Neubau                                                                               |
| 1842 | Schwetzingen        | St. Pankratius          |      | I/P     | 16       | Ersatz der 1835 von Wilhelm Friedrich Overmann in Gehäuse aus 1766 gebauten Orgel                  |
| 1843 | Käfertal (Mannheim) | Unionskirche (Mannheim) |      |         |          | projektierter Neubau                                                                               |
| 1843 | Heiligkreuzsteinach | Evangelische Kirche     |      |         |          | |
| 1844 | Zaisenhausen        | Evangelische Kirche     |      | I/P     | 17       | Vollendung der 1841–1843 von Anton Overmann II. und dessen Schwager Georg Trau aufgestellten Orgel |
| 1845 | Waghäusel           |                         |      |         |          | |
| 1845 | Wollenberg          |                         |      |         |          | projektierter Neubau                                                                               |
| 1847 | Reilingen           | Evangelische Kirche     |      |         |          | |
| 1848 | Bruchsal            | Zuchthaus (heute JVA)   |      |         |          | projektierter Neubau                                                                               |
| 1848 | Odenheim            | St. Michael             |      |         |          | 1912 ersetzt; Gehäuse erhalten                                                                     |
| 1859 | Auerbach (Elztal)   | St. Bartholomäus        |      |         |          | |
| 1866 | Tauberrettersheim   |                         |      |         |          | [ 3 ]                                                                                              |

### Restaurierungen, Reparaturen, Umbauten
| Jahr | Ort                 | Gebäude             | Bemerkungen                                                  |
| ---- | ------------------- | ------------------- | ------------------------------------------------------------ |
| 1841 | Bobstadt (Boxberg)  |                     | Reparatur                                                    |
| 1843 | Heiligkreuzsteinach | Katholische Kirche  | Reparatur                                                    |
| 1856 | Lohrbach            | Evangelische Kirche | Reparatur                                                    |
| 1856 | Lohrbach            | Katholische Kirche  | Reparatur                                                    |
| 1856 | Fahrenbach          | Evangelische Kirche | Stimmung                                                     |
| 1858 | Lohrbach            | Evangelische Kirche | Stimmung                                                     |
| 1859 | Fahrenbach          | Evangelische Kirche | Reparatur                                                    |
| 1868 | Unterschüpf         | Evangelische Kirche | Reparatur der 1742 von Johann Adam Ehrlich neugebauten Orgel |